# Johan Adolf Sevén
Johan Adolf Sevén (* 23. června 1806 ve farnosti Östra Eneby v okrese Östergötland – 23. prosince 1870 v Kristianstadu) byl švédský fotograf, malíř a spisovatel.

## Životopis
Byl synem radního v Örebru Samuela Sevéna. Sevén od roku 1824 studoval v Uppsale a magisterský titul v oboru filozofie získal v roce 1839. Působil hlavně jako překladatel, přeložil řadu Swedenborgových spisů. Jako malíř vytvořil mimo jiné kopii slavného Berzeliusova portrétu Johana Gustafa Sandberga, který je součástí sbírky národa Östgöta, a kopii portrétu právníka Johana Stiernhööka, který je součástí sbírky národa Västmanlands-Dala. Od roku 1843 praktikoval jako jeden z prvních ve Švédsku portrétní fotografii metodou daguerrotypie.

## Galerie

Professor teologie Carl Georg Rogberg (1789-1834), Nationalmuseum
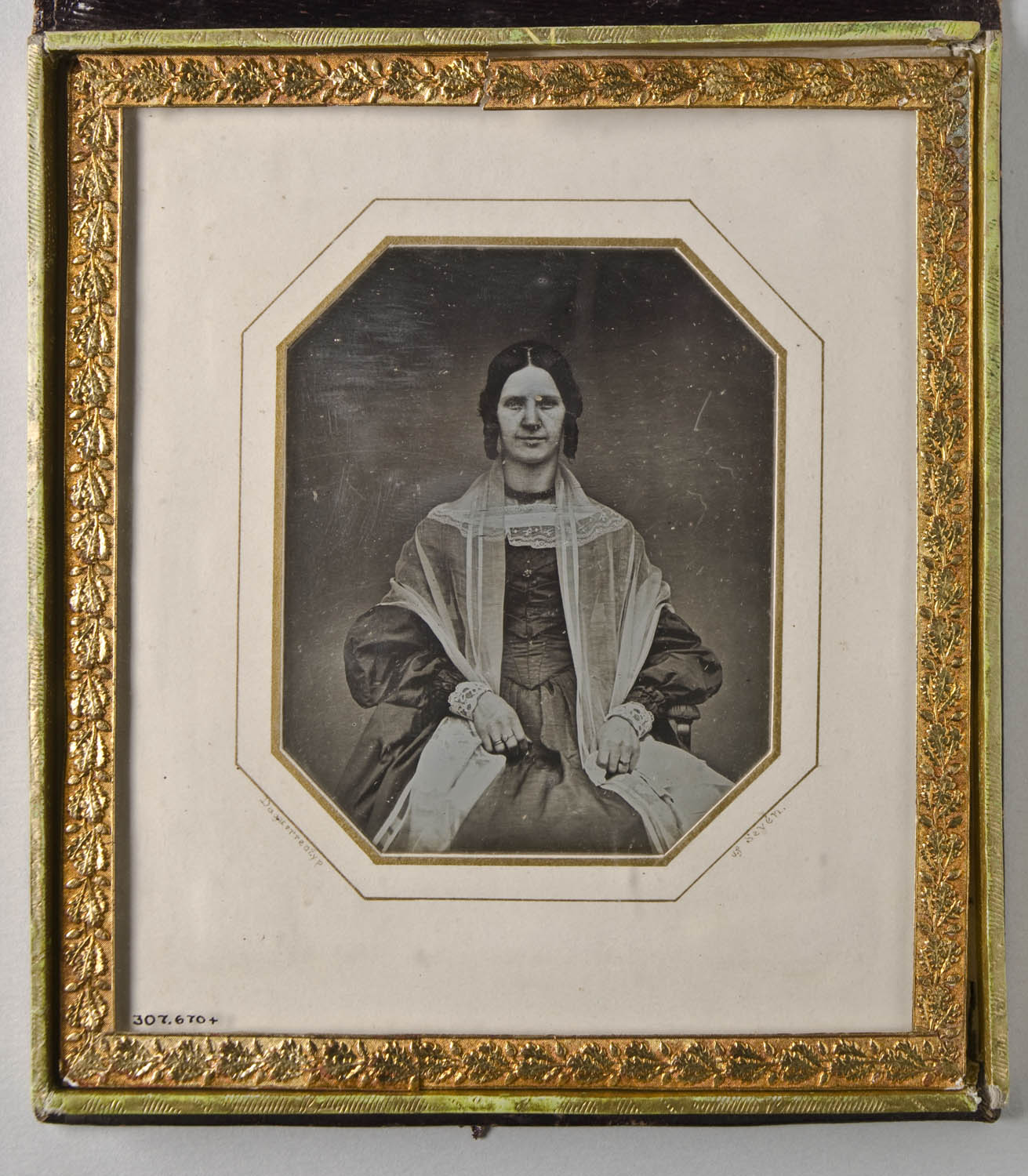
Zippora Carolina Sevén, portrét, Nordiska Museet
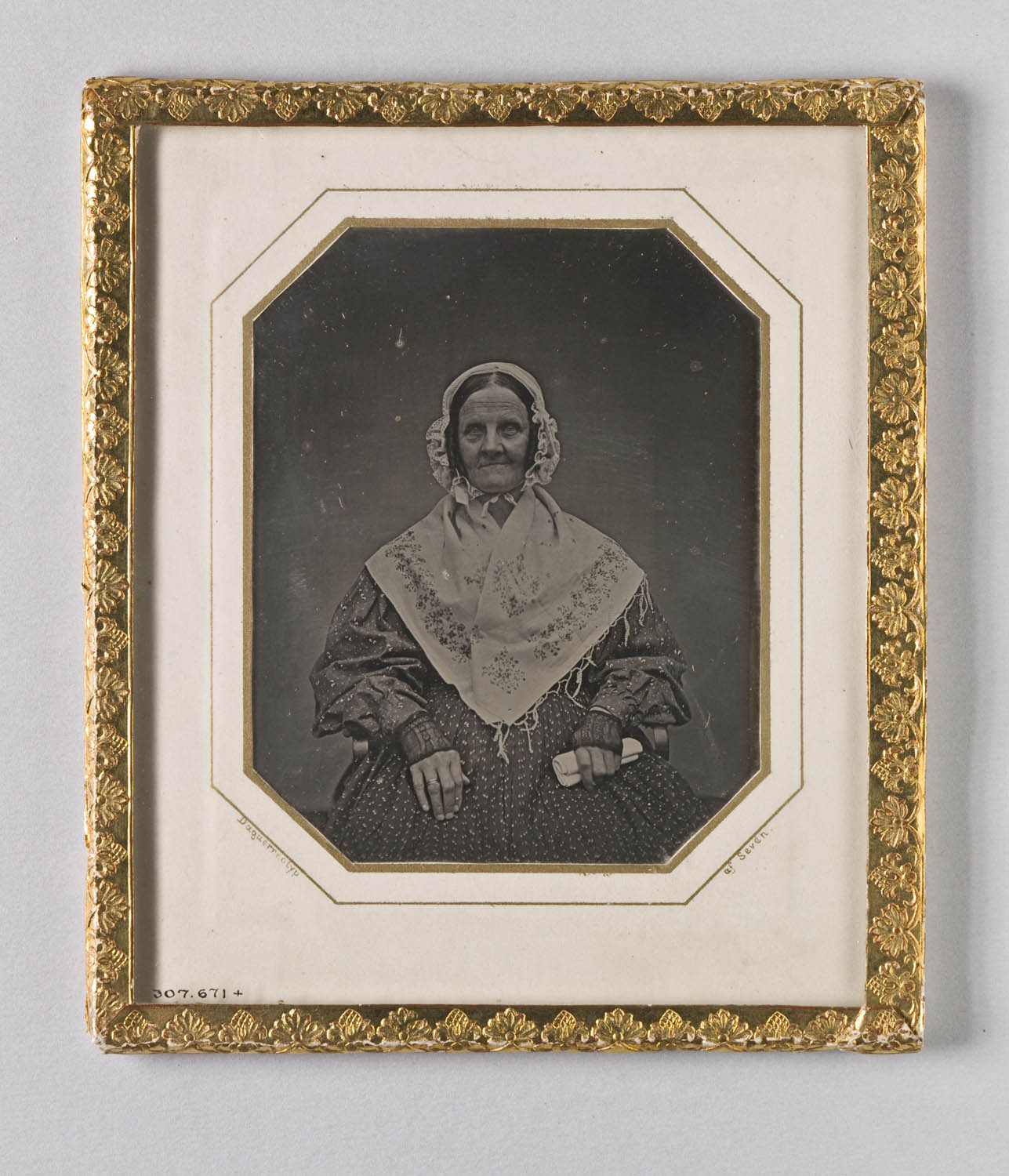
Portrét sedící starší ženy, Beata Louise Sevén - Nordiska Museet
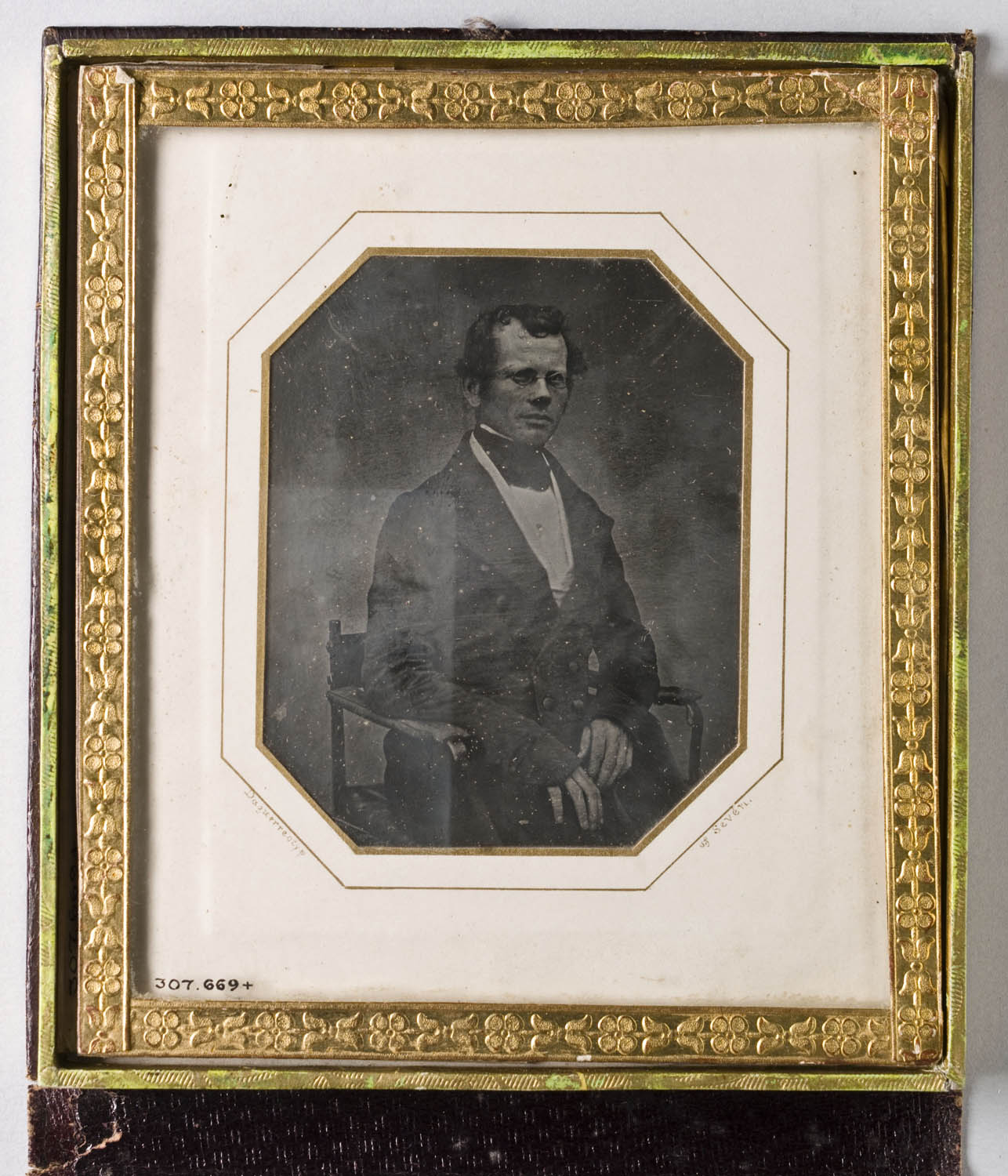
Portrét sedícího muže, Nordiska Museet